# Fundacja Szerokie Wody
Fundacja Szerokie Wody – utworzona w 2012 roku warszawska organizacja pozarządowa prowadząca działania związane z rzeką Wisłą i reaktywacją silnie związanego ze stolicą mikroregionu etnograficznego Urzecze.
Fundacja współorganizuje takie przedsięwzięcia jak Flis Festiwal w Gassach, Zielone Świątki na Urzeczu i współtworzy część takich wydarzeń jak warszawskie Wianki czy Święto Wisły. W 2015 za organizację Flis Festiwalu Fundacja została uhonorowana Nagrodą Przyjaznego Brzegu, a Zielone Świątki na Urzeczu podczas V Forum Promocji Mazowsza otrzymały certyfikat Najlepszego Produktu Turystycznego Mazowsza.
W 2016 Fundacja zorganizowała przeprawę promową dla pieszych i rowerzystów między Wawrem a Wilanowem. Fundacja prowadzi także warsztaty pod hasłem Okrętowy cieśla, potrzebny od zaraz!.
Fundacja uczestniczy w pracach Komisji Dialogu Społecznego ds. Warszawskiej Wisły, a od 2017 współtworzy Warszawską Żeglugę Rekreacyjną.